# Сулори (футбольный клуб)
«Сулори» — грузинский футбольный клуб из Вани.
Основан не позднее 1969 года. В 1969 году выиграл чемпионат Грузинской ССР. В следующем сезоне единственный раз принял участие в общесоюзном первенстве (в классе «Б», 4-м по значимости дивизионе; занял место в середине таблицы своей подгруппы). В 80-е вновь выступал в первенстве Грузинской ССР; двукратный обладатель Кубка Грузинской ССР (1980, 1981). В 1990 году победил во 2-м по значимости дивизионе первенства Грузии. В высшей лиге Грузии провёл два сезона (1991, 1991/92 — 17-е и 19-е место из 20 команд, соответственно). Наиболее результативным игроком клуба в высшей лиге независимой Грузии стал Джимшер Верулашвили (28 голов).
В сезоне 2015/16 выступал в 3-м по значимости дивизионе Грузии (Меоре, зона Запад).